# I liga seria A polska w piłce siatkowej mężczyzn (1997/1998)
I liga seria A polska w piłce siatkowej mężczyzn 1997/1998 − 62. edycja rozgrywek o mistrzostwo Polski w piłce siatkowej mężczyzn.
Po rundzie zasadniczej 6 najlepszych zespołów przeszło do grupy mistrzowskiej, a pozostałe 6 walczyło w grupie o utrzymanie.

## Drużyny uczestniczące
| | I liga seria A 1997/1998         |   |      |
| --- | -------------------------------- | - | ---- |
| CZE | AZS Yawal Częstochowa            | 1 | PEMK |
| KED | Mostostal-Azoty Kędzierzyn-Koźle | 2 | CEV  |
| SZC | Bosman Morze Szczecin            | 3 | CEV  |
| SOS | Kazimierz Płomień Sosnowiec      | 4 |      |
| RAD | Czarni Radom                     | 5 |      |
| LEG | Legia Warszawa                   | 6 |      |
| NYS | Stal Hochland Nysa               | 7 |      |
| RDL | Górnik Radlin                    | 8 |      |
| | Awans z serii B                  |   |      |
| GOR | Stilon Gorzów Wielkopolski       | 1 | PEZP |
| JAS | Jastrzębie Borynia               | 2 |      |
| OLS | AZS ATR AS-DOM Olsztyn           | 3 |      |
| WAŁ | Mowell Chełmiec Wałbrzych        | 4 |      |
| Oznaczenia: - kolumna pierwsza – skróty nazw drużyn wpisane na mapie (jeśli ta została zamieszczona), - kolumna trzecia – miejsce zajęte przez daną drużynę w poprzednim sezonie. |                                  |   |      |

## Runda zasadnicza

### Tabela
| Lp. | Drużyna                          | Pkt | Mecze | Mecze | Mecze | Sety | Sety | Sety  |
| Lp. | Drużyna                          | Pkt | M     | W     | P     | wyg. | prz. | ratio |
| --- | -------------------------------- | --- | ----- | ----- | ----- | ---- | ---- | ----- |
| 1   | Stilon Gorzów Wielkopolski       | 40  | 22    | 18    | 4     | 57   | 21   | 2.714 |
| 2   | Morze Szczecin                   | 38  | 22    | 16    | 6     | 55   | 28   | 1.964 |
| 3   | Czarni Radom                     | 38  | 22    | 16    | 6     | 51   | 31   | 1.645 |
| 4   | Stal Hochland Nysa               | 37  | 22    | 15    | 7     | 48   | 38   | 1.263 |
| 5   | Mostostal-Azoty Kędzierzyn-Koźle | 36  | 22    | 14    | 8     | 45   | 30   | 1.500 |
| 6   | AZS Yawal Częstochowa            | 36  | 22    | 14    | 8     | 49   | 32   | 1.531 |
| 7   | Kazimierz Płomień Sosnowiec      | 35  | 22    | 13    | 9     | 40   | 35   | 1.143 |
| 8   | Jastrzębie Borynia               | 32  | 22    | 10    | 12    | 42   | 43   | 0.977 |
| 9   | AZS ATR AS-DOM Olsztyn           | 28  | 22    | 6     | 16    | 34   | 50   | 0.680 |
| 10  | Legia Warszawa                   | 27  | 22    | 5     | 17    | 21   | 55   | 0.382 |
| 11  | Mowell Chełmiec Wałbrzych        | 26  | 22    | 4     | 18    | 23   | 56   | 0.411 |
| 12  | Górnik Radlin                    | 23  | 22    | 1     | 21    | 22   | 63   | 0.349 |

Źródło: www.historia.azsnysa.pl
Punktacja: zwycięstwo – 2 pkt; porażka – 1 pkt
     Grupa mistrzowska
     Grupa spadkowa

## Klasyfikacja końcowa
| Miejsce | Drużyna                          |
| ------- | -------------------------------- |
| 1       | Mostostal-Azoty Kędzierzyn-Koźle |
| 2       | Bosman Morze Szczecin            |
| 3       | Stal Hochland Nysa               |
| 4       | Czarni Radom                     |
| 5       | AZS Yawal Częstochowa            |
| 6       | Stilon Gorzów Wielkopolski       |
| 7       | Kazimierz Płomień Sosnowiec      |
| 8       | Górnik Radlin                    |
| 9       | Jastrzębie Borynia               |
| 10      | Legia Warszawa                   |
| 11      | AZS ATR AS-DOM Olsztyn           |
| 12      | Mowell Chełmiec Wałbrzych        |

     Puchar Europy Mistrzów Krajowych 1998/1999
     Puchar CEV 1998/1999
     Puchar Europy Zdobywców Pucharów 1998/1999
     spadek do serii B